# St. Just (Kamenz)

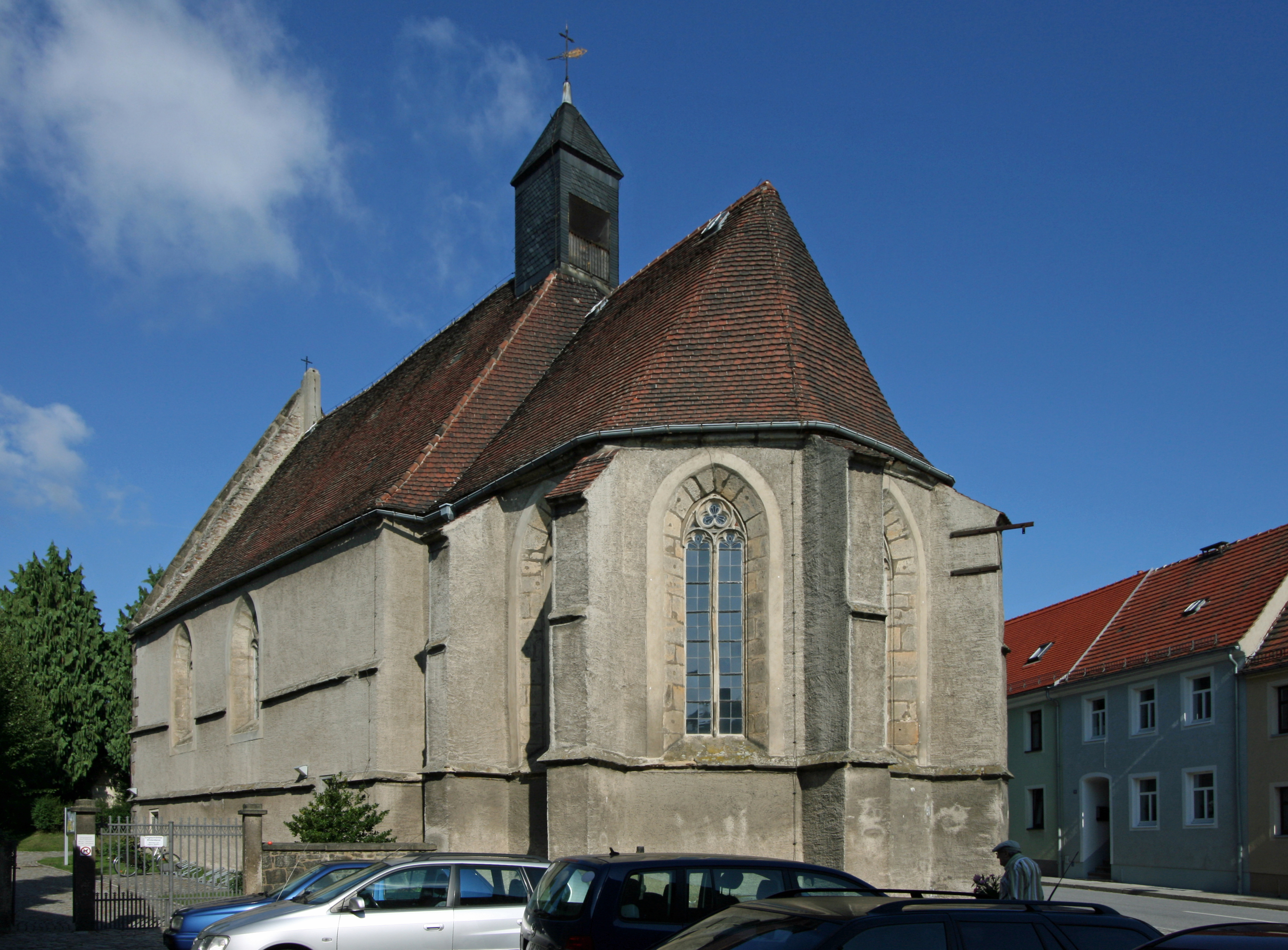
Ansicht von der Königsbrücker Straße aus

Die Kirche St. Just (auch St. Jodokus) ist eine der vier evangelischen Kirchen in Kamenz und dient vor allem als Gotteshaus für Bestattungen. Kunstgeschichtlich bedeutend sind die Wandmalereien im Chor der ehemaligen Pilgerkapelle, die um das Jahr 1400 entstanden.

## Geschichte
Spätromanisch wirkende Kämpfer am Triumphbogen deuten auf eine ursprüngliche Entstehung der Kirche in der ersten Hälfte des 13. Jahrhunderts hin. 1377 ist von Veränderungen an einem vorhandenen Bau die Rede. In Zusammenhang mit diesen Arbeiten entstanden vermutlich auch die Ausmalung sowie die Einwölbung des Chors.

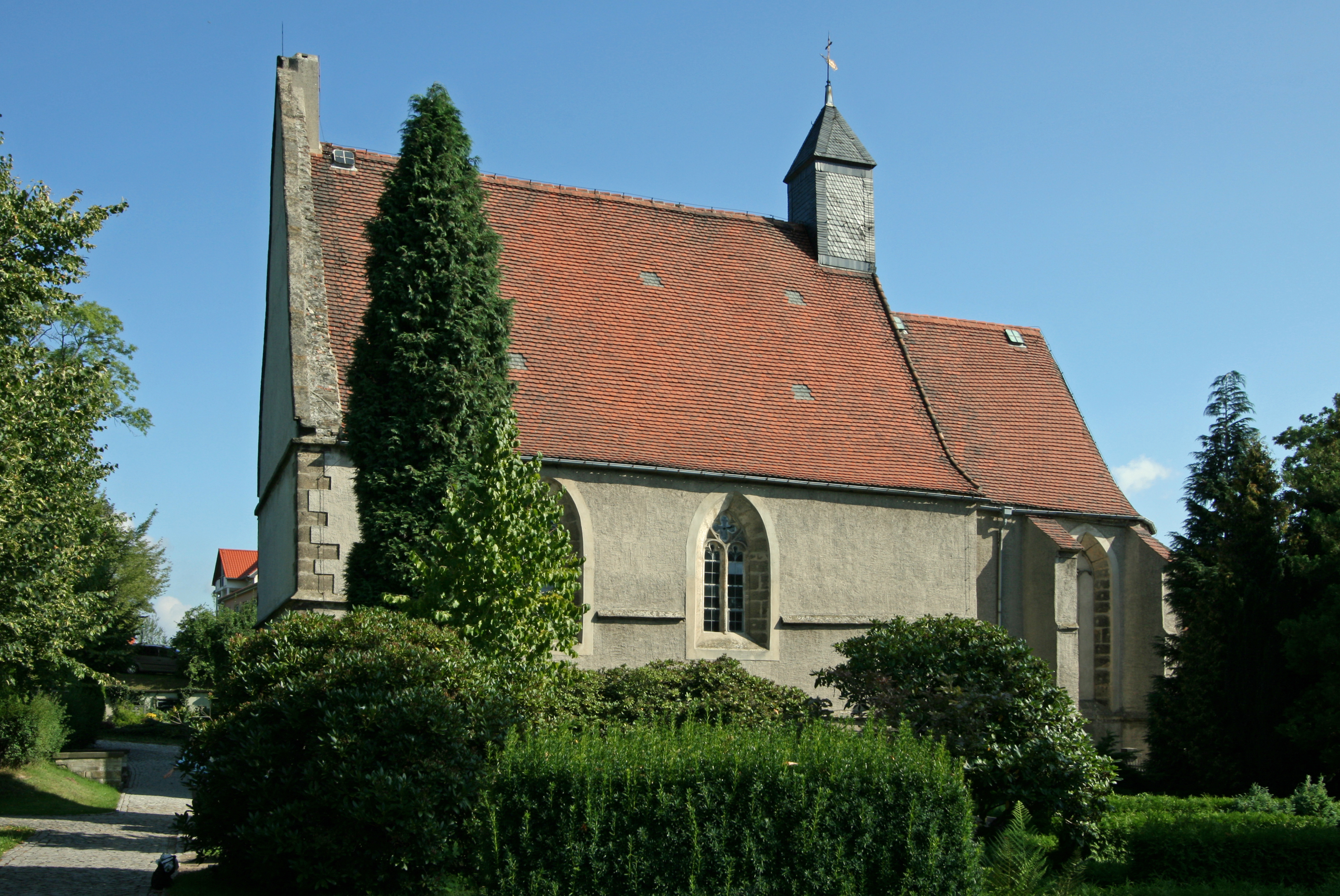
Ansicht vom St.-Just-Friedhof aus

Das Patrozinium St. Jodokus – der Name hat sich später zu St. Just gewandelt – lässt eine Pilgerkapelle vermuten, zumal sich das Gotteshaus im nordwestlichen Stadtgebiet an der Straße nach Königsbrück und damit wahrscheinlich an der Hohen Straße befand. Für das 15. Jahrhundert sind zahlreiche Altarstiftungen dokumentiert, die neben dem Patron u. a. den Heiligen Maria, Oswald (vor 1455), Andreas, Bernhardinus, Jakobus, Katharina, Barbara (1458), Antonius und Paulus Erimita (1494) gewidmet wurden. 1520 sind dagegen nur noch drei Altäre nachgewiesen.
1542 brannte die Kapelle aus und wurde mit Abbruchmaterial einer offenbar nicht mehr genutzten Jakobskapelle repariert. Ergebnisse dendrochronologischer Untersuchungen belegen, dass damals Chor- und Langhausdach neu aufgesetzt werden mussten. Auch die Langhausfenster mit Maßwerk sind wahrscheinlich in jener Zeit entstanden. Seit 1506 ist an der Kapelle ein Friedhof nachgewiesen, der später mehrfach nach Südwesten erweitert wurde; nach der Reformation diente das Gotteshaus in erster Linie als Begräbniskirche.
Im 17. Jahrhundert baute man die Emporen und das Gestühl ein, den Dachreiter erhielt die Kirche erst im 19. Jahrhundert. 1911 restaurierte man das Gebäude und 1935 wurde die Ausmalung des Chors (wieder-)entdeckt und anschließend freigelegt. 1936 erhielt das Westportal als neuer Hauptzugang eine völlig neue Gestaltung.

## Baubeschreibung und Ausstattung
Die Saalkirche präsentiert sich als verputzter Bruchsteinbau mit einem im Osten abgewalmten Satteldach und Strebepfeilern am Chor. Der Westgiebel ist steiler konstruiert als das übrige Dach, was vermutlich mit dessen Neugestaltung 1542 zusammenhängt.
An den flachgedeckten Saal, von dem im 19. Jahrhundert im Westen einige Nutzräume abgetrennt wurden, schließt sich der eingezogene, polygonale Chor mit Kreuzrippengewölbe an. In der Nordmauer des Langhauses befindet sich der alte Hauptzugang, dessen spitzbogiges Portal stark profiliert ist. Nord- und südseitig befinden sich die hölzernen Emporen; die Orgelempore liegt westlich über den abgetrennten Räumen. Ein spätgotisches Kruzifix schmückt den Triumphbogen.

### Ausmalung des Chors
Die Malereien im Chor, die in Fresco-Secco-Technik ausgeführt sind, entstanden um das Jahr 1400 und zeigen deutlichen böhmischen Einfluss. Um eine größere Fläche bemalen zu können, wurden zwei Chorfenster, deren Stellen heute Heiligenbilder zieren, zugemauert. Am Triumphbogen findet sich eine Darstellung von Christus und den klugen und törichten Jungfrauen. Die Chornordwand zeigt in Registern Szenen aus Marias Leben, die Südwand Szenen der Leidensgeschichte Jesu; zwischen den Szenen perspektivische Architekturmalerei.

### Marienkrönungsaltar
Der Schnitzaltar entstand um 1500 und befand sich ursprünglich in der Klosterkirche St. Annen, bevor er 1770 in der St.-Just-Kirche seinen Platz fand. Der Mittelschrein zeigt eine Darstellung der Marienkrönung vor musizierenden Engeln, daneben die vier Kirchenväter. Die Seitenflügel präsentieren Szenen aus Marias Leben, die auf der Rückseite in Form von gemalten Bildern fortgesetzt werden. Über dem Schrein stehen auf Postamenten Maria und zwei weitere weibliche Heilige.